# غلين كوف (نيويورك)
غلين كوف (بالإنجليزية: Glen Cove)‏ هي مدينة في ولاية نيويورك الأمريكية. يبلغ عدد سكانها حسب تعداد سنة 2000: 26,622 نسمة. ويبلغ عددهم حسب تقدير 2007 حوالي:26,056 نسمة.

## أعلام
- تشارلز ميلارد برات
- باول درايتون
- مالفاي واشنطن
- ويليام راسيل
- ليونارد دبليو. هال
- ماركوس لوي
- صموئيل إل. إم. بارلو الأول
- آشانتي
- هوارد ديفيس جونيور
- كيرت هوكينز